# Épilobe de Durieu
Epilobium duriaei
Espèce
L'Épilobe de Durieu (Epilobium duriaei) est une espèce de plantes à fleurs de la famille des Onagracées que l'on trouve en France et en Espagne.